# Marillac-le-Franc
Marillac-le-Franc es una población y comuna francesa, en la región de Poitou-Charentes, departamento de Charente, en el distrito de Angoulême y cantón de La Rochefoucauld.

## Demografía
| 594 | 521 | 599 | 574 | 626 | 617 |
| Para los censos de 1962 a 1999 la población legal corresponde a la población sin duplicidades (Fuente: INSEE [Consultar]) |     |     |     |     |     |